# Kypello Kyprou 2005-2006
La Kypello Kyprou 2005-2006 fu la 64ª edizione della coppa nazionale cipriota. Vide la vittoria finale dell'APOEL Nicosia, che così conquistò il suo diciottesimo titolo.

## Formula
I primi due turni sono stati su gara unica e vedevano schierate solo 40 squadre delle categorie inferiori (dalla Seconda Divisione in giù). A partire dal terzo turno entrarono in gioco 6 squadre di Divisione A (le tre neo promosse e le classificate dalla sestultima alla quartultima nella stagione precedente) e il turno era disputato su partite di andata e ritorno.
Il quarto turno era invece costituito da quattro gironi da quattro squadre (le 8 squadre promosse dal turno precedente e le formazioni che si erano classificate ai primi 8 posti di Divisione A nella stagione precedente); gli incontri previsti erano 6 per ogni squadra (i classici turni di andata e ritorno), con i tre punti a vittoria le prime due di ogni girone promosse ai quarti.
Infine quarti e semifinali erano su gare di andata e ritorno; in particolare nei quarti si affrontarono le prime di ogni girone contro le seconde (con ritorno in casa della prima classificata). Come da tradizione, la finale si giocò in partita unica il 13 maggio 2006 allo Stadio Neo GSZ di Larnaca.
Da questa edizione, per motivi di sponsor, la competizione assunse il nome alternativo Coca Cola Cup.

## Risultati della prima fase

### Primo turno
| Squadra 1               | Risultato       | Squadra 2             |
| ----------------------- | --------------- | --------------------- |
| Spartakos Kitiou        | 1 - 1 (5-3 dcr) | Ethnikos Latsion      |
| Digenis Oroklinis       | 0 - 3           | Omonia Aradippou      |
| Frenaros FC 2000        | 2 - 0           | Onīsilos Sōtīra       |
| Anagennīsī Deryneia     | 1 - 3           | Arīs Limassol         |
| Ellinismos Akakiou      | 0 - 3           | AEK Kythreas          |
| ENAD Polis Chrysochous  | 2 - 1           | Akritas Chlōrakas     |
| PAEEK Kerynias          | 5 - 1           | SEK Agiou Athanasiou  |
| Olympos Xylophagou      | 1 - 4           | ASIL Lysī             |
| Agia Napa               | 5 - 2           | Īraklīs Gerolakkou    |
| Atromītos Geroskīpou    | 3 - 0           | Ethnikos Latsion      |
| Enosi Kokkinotrimithias | 0 - 0 (3-1 dcr) | Alkī Larnaca          |
| Ethnikos Assia          | 0 - 2           | MEAP Nīsou            |
| Ahironas Liopetriou     | 1 - 3           | Chalkanoras Idaliou   |
| Othellos Athīainou      | 1 - 2           | Kissos Kissonergas    |
| Anagennisi Germasoyias  | 3 - 1           | Ermīs Aradippou       |
| Elia Lythrodonta        | 1 - 2           | AOL/Omonia Lakatamias |
| Sourouklis Troullon     | 1 - 2           | Orpheas Nicosia       |
| AEP Paphos              | 2 - 1           | Elpida Xylophagou     |
| A.E. Mesogis            | 3 - 0           | AEZ Zakakiou          |
| Doxa Katōkopias         | 1 - 2           | Adonis Idalion        |

### Secondo turno
| Squadra 1               | Risultato | Squadra 2              |
| ----------------------- | --------- | ---------------------- |
| Orpheas Nicosia         | 1 - 2     | Omonia Aradippou       |
| MEAP Nīsou              | 2 - 3     | Agia Napa              |
| Arīs Limassol           | 9 - 1     | AOL/Omonia Lakatamias  |
| Frenaros FC 2000        | 4 - 3     | Anagennisi Germasoyias |
| Chalkanoras Idaliou     | 1 - 3     | AEP Paphos             |
| AEK Kythreas            | 0 - 2     | PAEEK Kerynias         |
| ENAD Polis Chrysochous  | 0 - 1     | A.E. Mesogis           |
| Enosi Kokkinotrimithias | 1 - 0     | Adonis Idalion         |
| ASIL Lysī               | 1 - 0     | Atromītos Geroskīpou   |
| Spartakos Kitiou        | 2 - 1     | Kissos Kissonergas     |

### Terzo turno
| Squadra 1               | Totale      | Squadra 2        | Andata | Ritorno |
| ----------------------- | ----------- | ---------------- | ------ | ------- |
| A.E. Mesogis            | 4 - 4 (gfc) | ASIL Lysī        | 3 - 3  | 1 - 1   |
| AEP Paphos              | 7 - 2       | Spartakos Kitiou | 4 - 1  | 3 - 1   |
| Ethnikos Achnas         | 3 - 1       | APOP Kinyras     | 1 - 1  | 2 - 0   |
| APEP Pitsilia           | 7 - 3       | PAEEK Kerynias   | 6 - 2  | 1 - 1   |
| Enosi Kokkinotrimithias | 0 - 12      | AEL Limassol     | 0 - 4  | 0 - 8   |
| Agia Napa               | 1 - 3       | AEK Larnaca      | 1 - 1  | 0 - 2   |
| Arīs Limassol           | 11 - 1      | Omonia Aradippou | 4 - 0  | 7 - 1   |
| EN ThOΪ Lakatamia       | 6 - 1       | Frenaros FC 2000 | 5 - 0  | 1 - 1   |

## Classifiche e risultati della fase a gironi

### Girone A

#### Classifica Girone A
|   | Classifica finale del Girone A | G | V | N | P | GF | GS | DR  | Punti |
| - | ------------------------------ | - | - | - | - | -- | -- | --- | ----- |
| 1 | Anorthōsis                     | 6 | 4 | 2 | 0 | 11 | 2  | +9  | 14    |
| 2 | AEP Paphos                     | 6 | 3 | 2 | 1 | 7  | 3  | +4  | 11    |
| 3 | Digenīs Morphou                | 6 | 1 | 3 | 2 | 4  | 6  | -2  | 6     |
| 4 | EN ThOΪ Lakatamia              | 6 | 0 | 1 | 5 | 3  | 14 | -11 | 1     |

G = Partite giocate; V = Vittorie; N = Nulle/Pareggi; P = Perse; GF = Goal fatti; GS = Goal subiti; DR = Differenza reti.

#### Risultati del Girone A
|                         | AEP  | Ano  | DAM  | ETL  |
| ----------------------- | ---- | ---- | ---- | ---- |
| AEP Paphos              | –––– | 0-0  | 0-0  | 4-2  |
| Anorthosis              | 1-0  | –––– | 3-0  | 5-0  |
| Digenis Akritas Morphou | 0-2  | 0-1  | –––– | 0-0  |
| ENThOI Lakatamia        | 3-4  | 0-3  | 0-1  | –––– |

### Girone B

#### Classifica Girone B
|   | Classifica finale del Girone B | G | V | N | P | GF | GS | DR  | Punti |
| - | ------------------------------ | - | - | - | - | -- | -- | --- | ----- |
| 1 | APOEL                          | 6 | 5 | 0 | 1 | 17 | 9  | +8  | 15    |
| 2 | Apollōn Limassol               | 6 | 4 | 1 | 1 | 21 | 10 | +11 | 13    |
| 3 | APEP Pitsilia                  | 6 | 1 | 2 | 3 | 10 | 16 | -6  | 5     |
| 4 | ASIL Lysī                      | 6 | 0 | 1 | 5 | 8  | 21 | -13 | 1     |

G = Partite giocate; V = Vittorie; N = Nulle/Pareggi; P = Perse; GF = Goal fatti; GS = Goal subiti; DR = Differenza reti.

#### Risultati del Girone B
|                  | AEK  | Ano  | ApL  | APO  |
| ---------------- | ---- | ---- | ---- | ---- |
| APEP Pitsilia    | –––– | 1-4  | 1-1  | 2-2  |
| APOEL Nicosia    | 3-1  | –––– | 3-1  | 2-1  |
| Apollon Limassol | 5-2  | 3-2  | –––– | 5-0  |
| ASIL Lysi        | 1-3  | 2-3  | 2-6  | –––– |

### Girone C

#### Classifica Girone C
|   | Classifica finale del Girone C | G | V | N | P | GF | GS | DR | Punti |
| - | ------------------------------ | - | - | - | - | -- | -- | -- | ----- |
| 1 | Olympiakos Nicosia             | 6 | 4 | 1 | 1 | 9  | 5  | +4 | 13    |
| 2 | Nea Salamis                    | 6 | 4 | 1 | 1 | 15 | 9  | +6 | 13    |
| 3 | AEL Limassol                   | 6 | 1 | 2 | 3 | 11 | 14 | -3 | 5     |
| 4 | Ethnikos Achnas                | 6 | 1 | 0 | 5 | 6  | 13 | -7 | 3     |

G = Partite giocate; V = Vittorie; N = Nulle/Pareggi; P = Perse; GF = Goal fatti; GS = Goal subiti; DR = Differenza reti.

#### Risultati del Girone C
|                    | AEL  | EAc  | NSa  | OlN  |
| ------------------ | ---- | ---- | ---- | ---- |
| AEL Limassol       | –––– | 1-4  | 2-2  | 1-1  |
| Ethnikos Achna     | 1-4  | –––– | 1-3  | 0-1  |
| Nea Salamina       | 4-2  | 2-0  | –––– | 3-0  |
| Olympiakos Nicosia | 2-1  | 1-0  | 4-1  | –––– |

### Girone D

#### Classifica Girone D
|   | Classifica finale del Girone D | G | V | N | P | GF | GS | DR  | Punti |
| - | ------------------------------ | - | - | - | - | -- | -- | --- | ----- |
| 1 | Omonia                         | 6 | 5 | 0 | 1 | 14 | 3  | +11 | 15    |
| 2 | AEK Larnaca                    | 6 | 3 | 0 | 3 | 8  | 8  | +0  | 9     |
| 3 | EN Paralimni                   | 6 | 3 | 0 | 3 | 10 | 9  | +1  | 9     |
| 4 | Arīs Limassol                  | 6 | 1 | 0 | 5 | 4  | 16 | -12 | 3     |

G = Partite giocate; V = Vittorie; N = Nulle/Pareggi; P = Perse; GF = Goal fatti; GS = Goal subiti; DR = Differenza reti.

#### Risultati del Girone D
|               | AEK  | ArL  | ENP  | OmN  |
| ------------- | ---- | ---- | ---- | ---- |
| AEK Larnaca   | –––– | 2-1  | 4-3  | 1-2  |
| Aris Limassol | 1-0  | –––– | 0-2  | 0-2  |
| EN Paralimni  | 0-1  | 3-2  | –––– | 1-0  |
| Omonia        | 1-0  | 7-0  | 2-1  | –––– |

## Risultati della fase finale

### Tabellone dei quarti
|  | Quarti di finale   | Quarti di finale   | Quarti di finale | Quarti di finale | Quarti di finale |  |  | Semifinali        | Semifinali        | Semifinali  | Semifinali  | Semifinali |  |  | Finale | Finale | Finale |  |
|  |                    |                    |                  |                  |                  |  |  |                   |                   |             |             |            |  |  |        |        |        |  |
|  | Nea Salamis        | Nea Salamis        | 2                | 0                | 2                |  |  |                   |                   |             |             |            |  |  |        |        |        |  |
|  | APOEL              | APOEL              | 1                | 4                | 5                |  |  | APOEL             | APOEL             | 3           | 3           | 6          |  |  |        |        |        |  |
|  | Apollōn Limassol   | Apollōn Limassol   | 0                | 0                | 0                |  |  | Omonia            | Omonia            | 3           | 1           | 4          |  |  |        |        |        |  |
|  | Omonia             | Omonia             | 2                | 0                | 2                |  |  |                   |                   |             |             |            |  |  | APOEL  | APOEL  | 3      |  |
|  | AEP Paphos         | AEP Paphos         | 2                | 1                | 3                |  |  |                   |                   | AEK Larnaca | AEK Larnaca | 2          |  |  |        |        |        |  |
|  | Olympiakos Nicosia | Olympiakos Nicosia | 0                | 2                | 2                |  |  | AEP Paphos        | AEP Paphos        | 1           | 0           | 1          |  |  |        |        |        |  |
|  | AEK Larnaca (gfc)  | AEK Larnaca (gfc)  | 2                | 1                | 3                |  |  | AEK Larnaca (gfc) | AEK Larnaca (gfc) | 1           | 0           | 1          |  |  |        |        |        |  |
|  | Anorthōsis         | Anorthōsis         | 0                | 3                | 3                |  |  |                   |                   |             |             |            |  |  |        |        |        |  |